# Adelencyrtus quinquedentatus
Adelencyrtus quinquedentatus är en stekelart som först beskrevs av Girault 1929.  Adelencyrtus quinquedentatus ingår i släktet Adelencyrtus och familjen sköldlussteklar. Inga underarter finns listade i Catalogue of Life.